# Cóbdar
Cóbdar és una localitat de la província d'Almeria, Andalusia. L'any 2005 tenia 210 habitants. La seva extensió superficial és de 32 km² i té una densitat de 6,6 hab/km². Les seves coordenades geogràfiques són 37° 15′ N, 2° 12′ O. Està situada a una altitud de 605 metres i a 76 quilòmetres de la capital de la província, Almeria.

## Demografia
| 1996 | 1998 | 1999 | 2000 | 2001 | 2002 | 2003 | 2004 | 2005 |
| ---- | ---- | ---- | ---- | ---- | ---- | ---- | ---- | ---- |
| 274  | 298  | 296  | 300  | 221  | 292  | 286  | 242  | 210  |